# وسط ألمانيا (منطقة ثقافية)

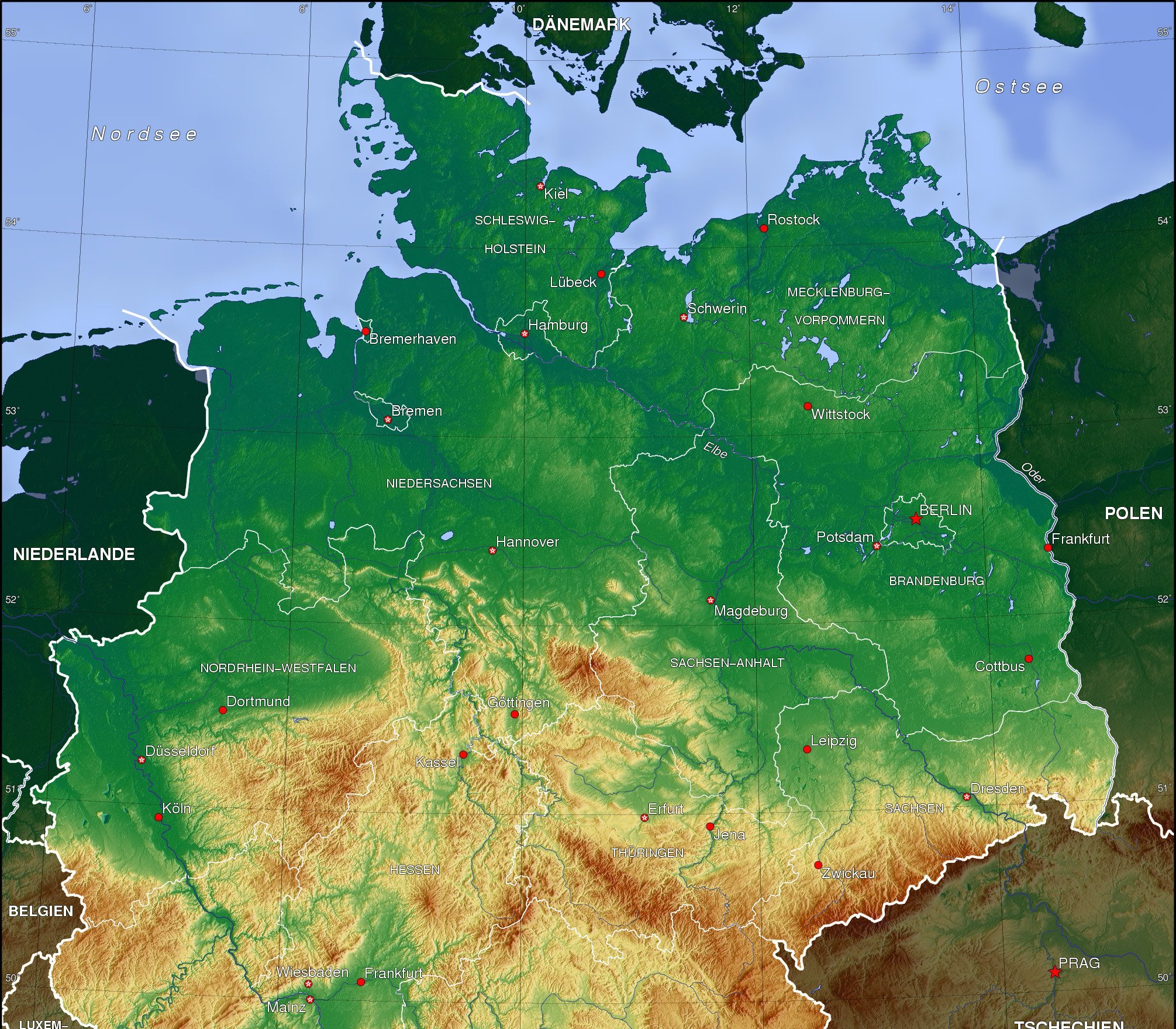
الأراضي الألمانية الشمالية المنخفضة والسلاسل الجبلية الألمانية المنخفضة

وسط ألمانيا (بالألمانية: Mitteldeutschland)‏ هي منطقة في ألمانيا غير محددة بوضوح وتقسم حسب فرع العلوم: لغوية وتاريخية واقتصادية وثقافية وسياسية وجغرافية وغيرها من العلوم حسب السياق المستخدم. تعتمد حدودها الدقيقة على السياق، فالمصطلح يتداخل مع التعاريف المعقدة لألمانيا الشمالية والشرقية والجنوبية، ولكن عموما ما يتم تعريفها على أنها منطقة داخل ولايات سكسونيا وتورينغن وساكسونيا أنهالت الفيدرالية، أو جزء أصغر من هذه المنطقة، مثل منطقة لايبزيغ الحضرية وهاله بالإضافة إلى المقاطعات المحيطة.
يعود الاسم إلى الإمبراطورية الألمانية، عندما كانت المنطقة في وسط البلاد تقريبًا. منذ أن أصبحت المناطق الشرقية للإمبراطورية الألمانية جزءًا من بولندا (وروسيا في أعقاب الحرب العالمية الثانية)، كانت «ألمانيا الوسطى» تقع شرق وسط البلاد، لكن الاسم لا يزال يستخدم غالبًا في الأعمال التجارية ووسائل الإعلام. على هذه الخلفية، المصطلح لم يعد يستخدم كمصطلح جغرافي بل يستخدم كمصطلح لغوي.
منذ توحيد ألمانيا في عام 1990، بذلت جهود لإسناد سمة ألمانيا الوسطى على ولايات ساكسونيا وساكسونيا أنهالت وتورينغن، والتي تم تلخيصها باعتبارها «مجالًا أساسيًا».

## التاريخ

### بعد التوحيد
- مبادرة توحيد المانيا

منذ عام 2002، أرادت حكومات ولايات ساكسونيا وساكسونيا أنهالت وتورينغن التعاون بشكل أوثق في مبادرة ألمانيا الوسطى.
من بين أمور أخرى، ترتبط كل من ساكسونيا وساكسونيا-أنهالت وتورينغن فيما بينها:
- يتم التحدث باللهجات السكسونية - التورينغنية في ولاية سكسونيا، وفي الجزء الجنوبي من ولاية سكسونيا أنهالت وفي جزء من تورينغن شمال رينستيج.